# David Mason
David Mason, född 1926, död 29 april 2011, var en engelsk musiker. Trots sin långa karriär är han förmodligen mest känd för många för att spelat piccolatrumpet i The Beatles låt Penny Lane. Han deltog i flera Beatlesinspelningar bl.a. All You Need Is Love 1967. 